# 고승형
고승형(1991년 12월 2일 ~ )은 대한민국의 가수다. 2019년 싱글 앨범 [할 게 없어]로 데뷔했다.

## 방송
- 너의 목소리가 보여 1 (2015)
- 이별증후군 (2019)
- 내일은 국민가수 (2021) - Top111

## 공연
- 제13회 DIMF 창작지원작 뮤지컬 '윤아를 소개합니다 (Song of Yun-A)' - 대구 (2019)

## 경력
- 댈러브 <할 일 없는 남자> 보컬 참여 (2022)
- 제3회 대한민국 청년의 날 홍보대사 (2019)
- 평창역 홍보대사 (2018)